# Esfera de Riemann

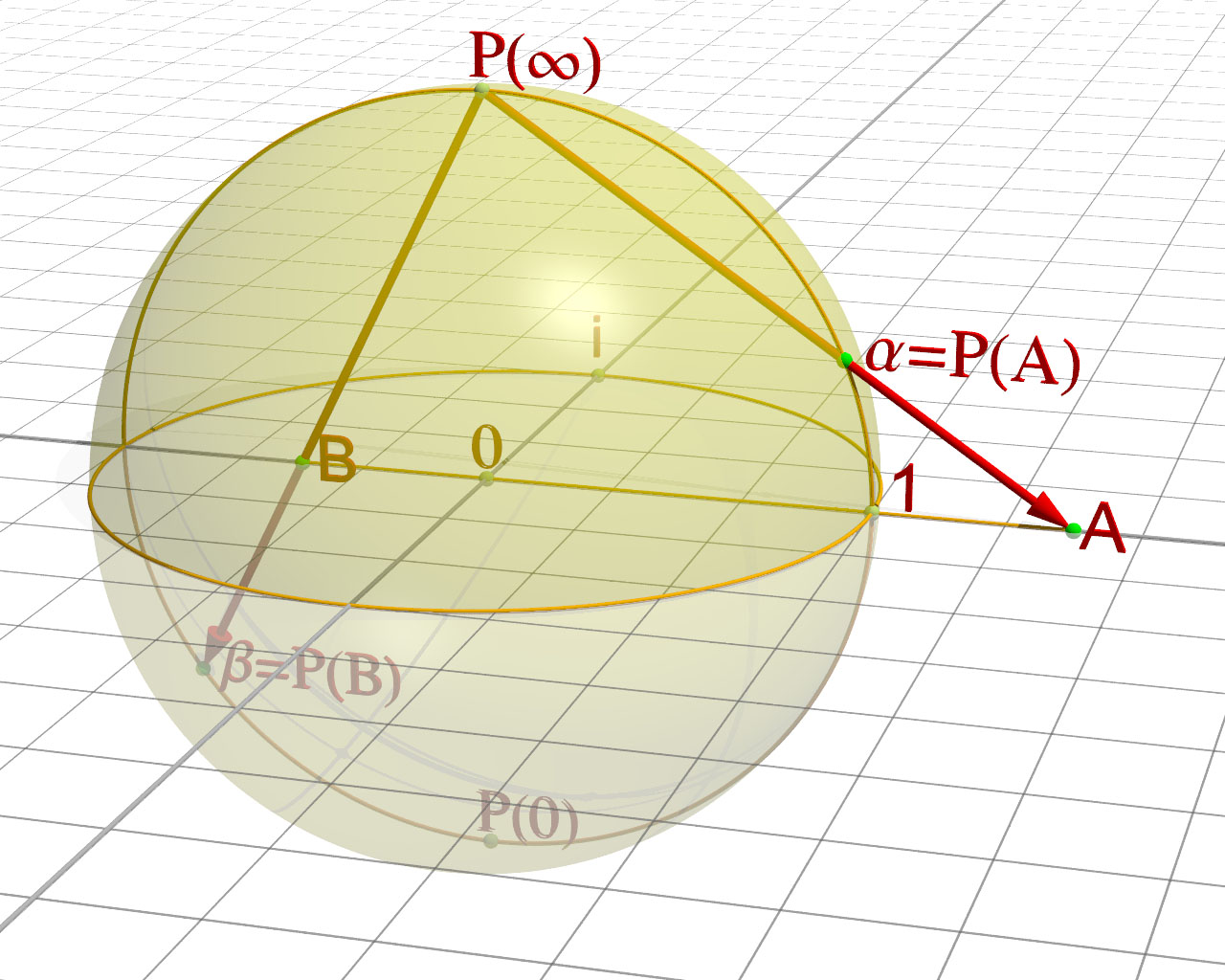
L'esfera de Riemann es pot imaginar com el pla complex embolcallant una esfera (amb un tipus de projecció estereogràfica).

En matemàtiques, l'esfera de Riemann (o pla complex estès), que pren el nom del matemàtic del segle xix Bernhard Riemann, és una esfera que s'obté a partir del pla complex afegent-hi un punt a l'infinit. L'esfera és la representació geomètrica de l'extensió dels nombres complexos {\displaystyle \mathbb {C} \cup \{\infty \}}, que consisteix en els nombres complexos juntament amb el símbol {\displaystyle \infty } que representa l'infinit.
Aquesta extensió dels nombres complexos és útil en anàlisi complexa perquè permet la divisió per zero en certes condicions, d'una manera que fa que igualtats com {\displaystyle {\frac {1}{0}}=\infty } tinguin un bon comportament. Per exemple, qualsevol funció racional del pla complex es pot estendre a una funció contínua a l'esfera de Riemann, en la qual la imatge dels pols de la funció racional és l'infinit. En general, qualsevol funció meromorfa es pot entendre com una funció contínua el codomini de la qual és l'esfera de Riemann.
En geometria, l'esfera de Riemann és l'exemple prototípic d'una superfície de Riemann i és una de les varietats complexes més simples. En geometria projectiva, l'esfera pot veure's com la recta projectiva complexa {\displaystyle \mathbb {P} ^{1}(\mathbb {C} )}, l'espai projectiu format per totes les rectes complexes de {\displaystyle \mathbb {C} ^{2}}. Com la resta de superfícies de Riemann compactes, l'esfera també es pot obtenir com a corba algebraica projectiva, que serveix com a exemple fonamental en la geometria algebraica. També té utilitat en altres disciplines que depenen de l'anàlisi i la geometria, com ara la mecànica quàntica i altres branques de la física.

## Com a extensió dels nombres complexos

### Definició
L'esfera de Riemann és el conjunt {\displaystyle \mathbb {C} \cup \{\infty \}} amb les propietats usuals dels nombres complexos i, a més, les propietats algebraiques relacionades amb l'infinit que s'exposen tot seguit. Per qualsevol nombre complex {\displaystyle a}:
1. {\displaystyle \infty +a=a+\infty =\infty }
2. si {\displaystyle a\neq 0}, aleshores {\displaystyle \infty \cdot a=a\cdot \infty =\infty \cdot \infty =\infty }
3. si {\displaystyle a\neq 0}, aleshores {\displaystyle {\frac {a}{\infty }}=0} i {\displaystyle {\frac {a}{0}}=\infty }

### Noció de l'infinit
En el sentit complex es fa servir tan sols un infinit, denotat pel signe {\displaystyle \infty }. No passa com en el cas real, en què hi ha un «menys infinit», sinó que {\displaystyle -\infty =\infty } i infinit és, en general, el límit dels nombres complexos quan el seu mòdul creix il·limitadament.
L'infinit es defineix de manera que es puguin tractar algebraicament els conceptes de límit a l'infinit, límit igual a infinit i la combinació dels dos anteriors (límit a l'infinit igual a infinit). Així, amb la definició donada, es poden aplicar regles com «límit de la suma = suma dels límits» (o anàlogament amb el producte i la divisió) sempre que les operacions estiguin definides. Per exemple, si {\displaystyle \lim _{z\to z_{0}}f(z)=\infty } i {\displaystyle \lim _{z\to z_{0}}g(z)=a}, llavors {\displaystyle \lim _{z\to z_{0}}(f(z)+g(z))=\infty +a=\infty }. En canvi, si tant {\displaystyle f} com {\displaystyle g} tenen límit {\displaystyle \infty } no es pot aplicar la regla ja que l'operació {\displaystyle \infty +\infty } no està definida, i s'haurà d'estudiar el límit més detingudament. Intuïtivament, l'infinit és l'horitzó del pla complex.

### Funcions racionals
Qualsevol funció racional f(z) = g(z)/h(z) es pot estendre a una funció contínua a l'esfera de Riemann. Per fer-ho, si {\displaystyle z_{0}} és un nombre complex tal que el denominador {\displaystyle h(z_{0})} és zero però el numerador {\displaystyle g(z_{0})} és diferent de zero, es defineix {\displaystyle f(z_{0})} com ∞ (si tant el numerador com el denominador són zero, llavors comparteixen un factor comú i es pot simplificar la fracció). A més, es defineix f(∞) com el límit de f(z) quan z → ∞, que pot ser finit o infinit.
Per exemple, donada la funció
{\displaystyle f(z)={\frac {6z+1}{2z-10}}}
es defineix f(5) = ∞, ja que el denominador és zero quan z = 5, i f(∞) = 3, ja que f(z) → 3 quan z → ∞. Amb aquestes definicions, f esdevé una funció contínua de l'esfera de Riemann a si mateixa.
Quan es mira com a varietat complexa, aquestes funcions racionals són, de fet, funcions holomorfes de l'esfera de Riemann a si mateixa.

## Com a varietat complexa
Com a varietat complexa uni-dimensional, es pot descriure l'esfera de Riemann a partir de dues cartes, totes dues amb el pla dels nombres complexos {\displaystyle \mathbf {C} } com a domini. Sigui {\displaystyle \zeta } un nombre complex en una còpia de {\displaystyle \mathbf {C} }, i sigui {\displaystyle \xi } un nombre complex en una altra còpia de {\displaystyle \mathbf {C} }. Identifiqui's cada nombre complex no-zero {\displaystyle \zeta } del primer {\displaystyle \mathbf {C} } amb el nombre complex diferent a zero {\displaystyle 1/\xi } del segon {\displaystyle \mathbf {C} }. Llavors s'anomena funció de transició a la funció
{\displaystyle f(z)={\frac {1}{z}}}
entre les dues còpies de {\displaystyle \mathbf {C} } — les anomenades cartes— que les enganxa l'una amb l'altra. Com que les funcions de transició són holomorfes, defineixen una varietat complexa, anomeanda l'esfera de Riemann. Com a varietat complexa d'1 dimensió complexa (és a dir de dues dimensions reals), també se l'anomena una superfície de Riemann.
De forma intuïtiva, les funcions de transició indiquien com enganxar dos plans l'un amb l'altre per forma una esfera de Riemann. ELs plans s'enganzen de dins a fora, de forma que se solapen gairebé pertot, cada pla contribuint en un sol punt (el seu origen) que falta en l'altre pla. En altres paraules, (gairebé) tots els punts d'una esfera de Riemann tenen tant un valor {\displaystyle \zeta } i un valor {\displaystyle \xi }, i els dos valors estan relacions mitjançant {\displaystyle \zeta =1/\xi }. El punt on {\displaystyle \xi =0} hauria doncs de tenir valor {\displaystyle \zeta } "{\displaystyle 1/0}"; en aquest sentit, l'origen de la carta {\displaystyle \xi } fa el paper de {\displaystyle \infty } en la carta {\displaystyle \zeta }. Simètricament, l'origen de la carta {\displaystyle \zeta } fa el paper de {\displaystyle \infty } en la carta {\displaystyle \xi }.
Topològicament, l'espai resultant és una compactificació d'un punt d'un pla en una esfera. Tanmateix, l'esfera de Riemann no és merament una esfera topològica. És una esfera amb una estructura complexa ben definida, de tal forma que al voltant de tot punt de l'esfera hi ha un veïnat que pot ser identificat biholomòrficament amb {\displaystyle \mathbf {C} }.
D'altra banda, el teorema d'uniformització, un resultat central en la classificació de superfícies de Riemann, afirma que tota superfície de Riemann simplement connexa és biholomòrfica al pla complex, al pla hiperbòlic o a l'esfera de Riemann. D'aquests espais, l'esfera de Riemann és l'únic que és una superfície tancada (una superfície compacta sense frontera). Així doncs, l'esfera bidimensional admet una estructura complexa única fet que al converteix en una varietat complexa unidimensional.

## Com a recta projectiva complexa
També es pot definir l'esfera de Riemann com la recta projectiva complexa. Els punts de la recta projectiva complexa són classes d'equivalència establertes a través de la següent relació en punts de {\displaystyle \mathbf {C} ^{2}\setminus \{(0,0)\}}: Si per algun {\displaystyle \lambda \neq 0}, {\displaystyle w=\lambda u} i {\displaystyle z=\lambda v}, llavors {\displaystyle (w,z)\thicksim (u,v)}.
En aquest cas, s'escriu la classe d'equivalència com {\displaystyle [w,z]} utilitzant coordenades homogènies. Donat un punt qualsevol {\displaystyle [w,z]} en la recta projectiva complexa, {\displaystyle w} o {\displaystyle z} ha de ser diferent de zero, per exemple {\displaystyle w\neq 0}. Llavors, per la relació d'equivalència, {\displaystyle [w,z]\thicksim \left[1,z/w\right]}, que es troba en una carta de la varietat esfera de Riemann.
Aquest enfocament de l'esfera de Riemann connecta amb la geometria projectiva. Per exemple, qualsevol recta (o cònica infinitament diferenciable) en el pla projectiu complex és biholomòrfic a la recta projectiva complexa. Aquest enfocament també és convenient per estudiar els automorfismes, més endavant en aquest article.

## Com a esfera

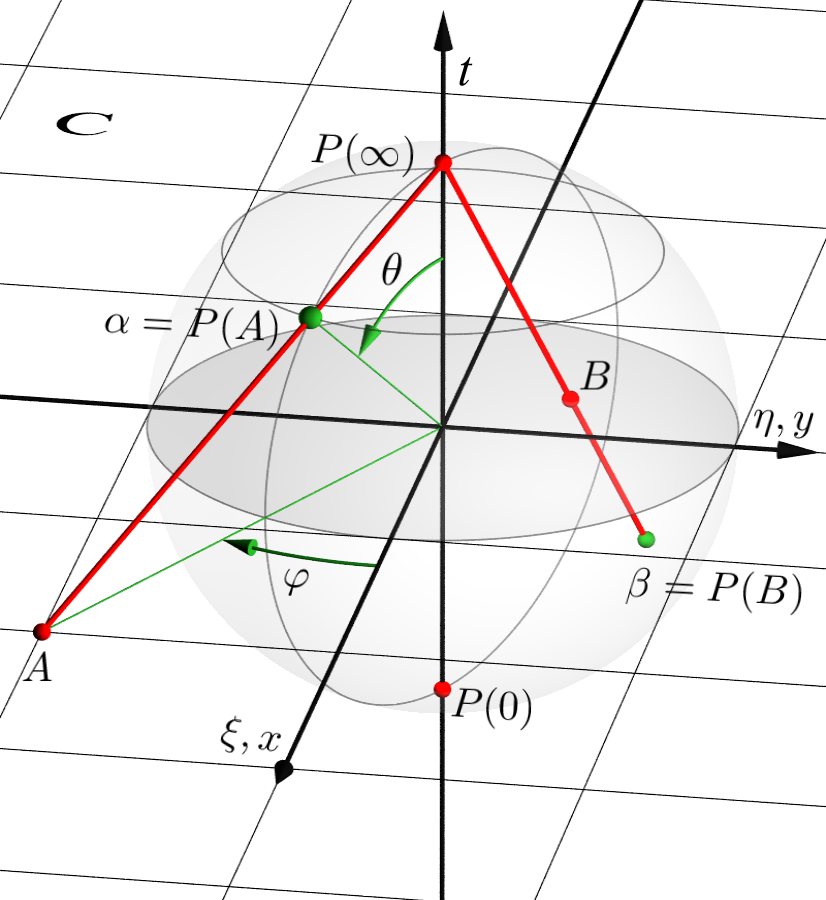
Projecció esterogràfica d'un nombre complex A en un punt α de l'esfera de Riemann

Es pot visualitzar l'esfera de Riemann com l'esfera unitària {\displaystyle x^{2}+y^{2}+z^{2}=1} en l'espai real tri-dimensional {\displaystyle \mathbf {R} ^{3}}. Així doncs, consideri's la projecció estereogràfica de l'esfera unitària menys el punt {\displaystyle (0,0,1)} en el pla {\displaystyle z=0}, que d'identifica amb el pla complex com {\displaystyle \zeta =x+iy}. En coordenades cartesianes {\displaystyle (x,y,z)} i coordenades esfèriques {\displaystyle (\theta ,\phi )} en l'esfera (amb {\displaystyle \theta } el zenit i {\displaystyle \phi } l'azimut), la projecció és
{\displaystyle \zeta ={\frac {x+iy}{1-z}}=\cot \left({\frac {1}{2}}\theta \right)\;e^{i\phi }.}
Similarment, s'escriu la projecció esterogràfica de {\displaystyle (0,0,-1)} al pla {\displaystyle z=0}, identificat com una altra còpia del pla complex com {\displaystyle \xi =x-iy}, com
{\displaystyle \xi ={\frac {x-iy}{1+z}}=\tan \left({\frac {1}{2}}\theta \right)\;e^{-i\phi }.}
Per tal de cobrir l'esfera unitària, calen les dues projeccions estereogràfiques: la primerea cobrirà l'esfera completa excepte el punt {\displaystyle (0,0,1)} i la segona excepte el punt {\displaystyle (0,0,-1)}. Per tant, es necessiten dos plans complexos, un per a cada projecció, que es poden veure intuïtivament com enganxades esquena amb esquena en el punt {\displaystyle z=0}. Noti's que els dos plans complexos s'identifiquen de forma diferent amb el pla {\displaystyle z=0}. Cal una reversió en l'orientabilitat per mantenir una orientació consistent en l'esfera, i en particular la conjugació complexa fa que les transformacions de transició siguin holomòrfiques.
Les transformacions de transició entre les coordenades {\displaystyle \zeta } i les coordenades {\displaystyle \xi } s'obtenen component una projecció amb l'inversa de l'altra. En particular són {\displaystyle \zeta =1/\xi } i {\displaystyle \xi =1/\zeta }, com s'ha descrit més amunt. Per tant, l'esfera unitària és difeomòrfica a l'esfera de Riemann.
Sota aquest difeomorfisme, el cercle unitari en la carta {\displaystyle \zeta }, el cercle unitari en la carta {\displaystyle \xi }, i l'equador de l'esfera unitària són el mateix. El disc unitari {\displaystyle |\zeta |<1} s'identifica amb l'hemisferi sud {\displaystyle z<0}, mentre que el disc unitari {\displaystyle |\xi |<1} s'identifica com l'hemisferi nord {\displaystyle z>0}.

## Automorfismes

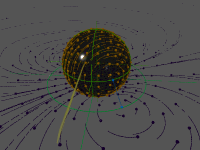
Una transformació de Möbius actuant sobre l'esfera, i en el pla a través de la projecció estereogràfica

En l'estudi de qualsevol objecte matemàtic és útil entendre bé el seu grup d'automorfismes, és a dir de les funcions que van de l'objecte a ell mateix i que preserven l'estructura essencial de l'objecte. En el cas de l'esfera de Riemann, un automorfisme és una transformació conforme invertible (és a dir una transformació biholomòrfica) de l'esfera de Riemann a ella mateixa. Resulta que les úniques transformacions que existeixen d'aquest tipus són les transformacions de Möbius. Són funcions de la forma
{\displaystyle f(\zeta )={\frac {a\zeta +b}{c\zeta +d}},}
on {\displaystyle a}, {\displaystyle b}, {\displaystyle c}, i {\displaystyle d} són nombres complexos tals que {\displaystyle ad-bc\neq 0}. Exemples de transformacions de Möbius inclouen l'escalat, la rotació, la translaciós, i la inversió complexa. De fet, qualsevol transformació de Möbius es pot escriure com una composició d'aquestes transformacions.
Les transformacions de Möbius són homografies en la recta projectiva complexa. En coordenades homogènies, es pot escriure la transformació f com
{\displaystyle [\zeta ,\ 1]{\begin{pmatrix}a&c\\b&d\end{pmatrix}}\ =\ [a\zeta +b,\ c\zeta +d]\ =\ \left[{\tfrac {a\zeta +b}{c\zeta +d}},\ 1\right]\ =\ [f(\zeta ),\ 1].}
Per tant, es poden descriure les transformacions de Möbius com matrius complexes de dos per dos amb determinant no zero. Com que actuen en coordenades projectives, dues matrius corresponen a la mateixa transformació de Möbius si i només si difereixen d'un factor diferent a zero. El grup de transformacions de Möbius és un grup lineal projectiu {\displaystyle {\mbox{PGL}}(2,\mathbf {C} )}.
Si s'equipa l'esfera de Riemann amb la mètrica de Fubini–Study, llavors no totes les transformacions de Möbius són isometries; per exemple, els escalats i les translacions no ho són. Les isometries formen un subgrup propi de {\displaystyle {\mbox{PGL}}(2,\mathbf {C} )}, és a dir {\displaystyle {\mbox{PSU}}(2)}. Aquest subgrup és isomòrfic amb el grup de rotació {\displaystyle {\mbox{SO}}(3)}, que és el grup de les simetries d'esferes unitàries en {\displaystyle \mathbf {R} ^{3}}.

## Aplicacions
En anàlisi complexa, una funció meromòrfica en el pla complex (o en una superfície de Riemann) és un ràtio {\displaystyle f/g} de dues funcions holomòrfiques {\displaystyle f} i {\displaystyle g}. Com a funció als nombres complexos, és indefinida sempre que {\displaystyle g} val zero. Tanmateix, indueix una aplicació holomòrfica {\displaystyle (f,g)} a la recta projectiva complexa que està ben definida fins i tot quan {\displaystyle g=0}. Aquesta construcció és útil en l'estudi de funcions holomòrfiques i meromòrfiques. Per exemple, en una superfície compacta de Riemann, no hi ha funcions holomòrfiques no constants als nombres complexos, però hi abunden les funcions holomòrfiques a la recta projectiva complexa.
L'esfera de Riemann té moltes aplicacions en física. En mecànica quàntica, els punts en la recta projectiva complexa són valors naturals d'estats de polarització de fotons, estats d'espín de partícules subatòmiques de massa d'espín {\displaystyle 1/2}, i partícules de 2 estats en general (vegeu també qbit i esfera de Bloch). S'ha proposat l'esfera de Riemann com a model relativista de l'esfera celeste. En teoria de cordes, la superfície de l'univers de cordes són superfícies de Riemann, i l'esfera de Riemann, que és la superfície de Riemann més simple, juga en paper important. També és important en la teoria de Twistors.